# タスマニア諸語
タスマニア諸語（タスマニアしょご、Tasmanian）はタスマニア島の先住民によって話されていた諸言語である。1905年に消滅した死語である。その下位分類には諸説あるが、少なくとも3つ以上の語族から成ると考えられている。他の言語との関係は不明であるが、ジョセフ・グリーンバーグはインド・太平洋大語族に含まれるとの仮説を出している。ただしこの仮説は一般に受け入れられていない。